# Lethe gracilis
Lethe gracilis är en fjärilsart som beskrevs av Charles Oberthür 1886. Lethe gracilis ingår i släktet Lethe och familjen praktfjärilar. Inga underarter finns listade i Catalogue of Life.